# 木村至宏
木村 至宏（きむら よしひろ、1935年10月28日 - ）は、日本の文化史学者、成安造形大学名誉教授。
滋賀県生まれ。滋賀県立高島高等学校卒、大谷大学文学部卒、同大学院文学研究科修士課程中退。大津市教育委員会、大津市歴史博物館初代館長を経て、1996年から成安造形大学教授、2000年学長。2009年退任、名誉教授、同大学附属近江学研究所所長。専攻は日本文化史。びわ湖検定公式問題の監修も務める。

## 著書
- 『近江の道標』民俗文化研究会 1971
- 『図説近江古寺紀行』河出書房新社 1995
- 『近江の道標 歴史街道の証人』寿福滋写真 京都新聞社 2000
- 『琵琶湖 その呼称の由来』サンライズ出版 淡海文庫 2001
- 『近江山の文化史 文化と信仰の伝播をたずねて』サンライズ出版 淡海文庫 2005
- 『近江人物伝 湖国と文化創刊150号記念別冊』滋賀県文化振興事業団 2015

### 共編著・監修
- 『江戸時代図誌 17　畿内 1』西川幸治共編　筑摩書房 1977
- 『近江の街道』小林博共編 サンブライト出版 近江文化叢書 1982
- 『近江の曳山祭』編 サンブライト出版 近江文化叢書 1984
- 『近江人物伝』江竜喜之,西川丈雄共編 山仲良隆画 弘文堂書店、1976　臨川書店 1987
- 『図説日本の歴史 25図説滋賀県の歴史』責任編集 河出書房新社 1987
- 『近江の山』編 京都書院 1988
- 『目で見る大津の100年 大津市・滋賀郡志賀町』監修　郷土出版社 1992
- 『近江の川』近江地方史研究会共編著 東方出版 1993
- 『近江戦国の道 近江歴史回廊』中森洋,中島伸男,谷口徹,吉田一郎共著　淡海文化を育てる会 1995
- 『近江の歴史と文化』編 思文閣出版 1995
- 『近江東海道 近江歴史回廊』共著 淡海文化を育てる会 1996
- 『近江中山道 近江歴史回廊』共著 淡海文化を育てる会 1998
- 『近江観音の道 湖南観音の道・湖北観音の道 近江歴史回廊』共著 淡海文化を育てる会 1999
- 『大津・志賀の今昔 保存版』監修 郷土出版社 2005
- 『京都・滋賀かくれ里を行く』森谷尅久共監修 淡交社 2005
- 『近江の峠道 その歴史と文化』編著 サンライズ出版 淡海文庫 2007
- 『近江戦国スケッチ紀行 姫たちのふる里』寺田みのる画　サンライズ出版 2010
- 『びわ湖百八霊場公式ガイドブック 近江湖西・湖北・湖東・湖南二十七名刹』監修 淡交社 2011

## 論文
- 木村至宏